# Новогребельська сільська громада
Новогребельська сільська об'єднана територіальна громада — об'єднана територіальна громада в Україні, в Калинівському районі Вінницької області. Адміністративний центр — село Нова Гребля.
Площа громади — 68,95 км², населення — 1700 мешканців (2018).
Утворена 27 вересня 2017 року шляхом об'єднання Новогребельської та Чернятинської сільських рад Калинівського району.
6 травня 2020 року Кабінет Міністрів України затвердив перспективний план формування територій громад Вінницької області, в якому Новогребельська ОТГ відсутня, а Новогребельська та Чернятинська сільські ради включені до Калинівської ОТГ.

## Населені пункти
До складу громади входили 2 села: Нова Гребля та Чернятин.